# 波利達里夫卡
51°0′52″N 29°37′13″E / 51.01444°N 29.62028°E
波利達里夫卡（烏克蘭語：Полідарівка）是位於烏克蘭北部的村莊，由基辅州维什霍罗德区的伊萬基夫市鎮負責管轄。該村面積0.7平方公里，海拔高度163米，2001年人口34，人口密度每平方公里48.6人。